# SN 2011ee
SN 2011ee – supernowa typu Ic odkryta 27 czerwca 2011 roku w galaktyce NGC 7674. W momencie odkrycia miała maksymalną jasność 18,60m.